# Katedra w Barcelonie (powieść)
Katedra w Barcelonie (tytuł oryginału: La catedral del mar) – powieść historyczna autorstwa hiszpańskiego pisarza Ildefonsa Falconesa. Jest to debiutancka powieść tego autora, nad którą Ildefonso Falcones pracował przez 5 lat badając źródła historyczne, z których najważniejszym była kronika Piotra III. Akcja utworu rozgrywa się w XIV-wiecznej Katalonii, głównie w jej stolicy – Barcelonie, gdzie przez cały czas trwania powieści budowana jest tytułowa katedra Santa María del Mar.

## Opis fabuły
Fabuła powieści podzielona jest na cztery części: Słudzy Ziemi, Słudzy Możnych, Słudzy Namiętności i Słudzy Przeznaczenia. Każda z części przedstawia poszczególne epizody z życia Arnaua Estanyola, syna zbiegłego chłopa pańszczyźnianego, który poprzez liczne koleje losu przemienia się z ubogiego tragarza w konsula morskiego zarządzającego sprawami handlowymi całej Barcelony. W powieści poruszane są wątki związane z moralnością chrześcijańską, a także ukazane są różne postawy ludzkie zmieniające się pod wpływem sytuacji zarówno duchowej, jak i materialnej.

### Ważniejsze postacie
- Arnau Estanyol – syn Bernata. W wyniku licznych kolei losu staje się tragarzem z bractwa Bastaixos pracujących przy budowie katedry. Człowiek wielu zawodów: żołnierz w służbie Barcelony, kupiec i bankier, a nawet możnowładca zarządzający niemałym baronostwem. Główna postać powieści. Szczególnie rozmiłował się w Madonnie znajdującej się w katedrze, gdyż nigdy nie poznał własnej matki.
- Bernat Estanyol – chłop pańszczyźniany, ojciec Arnaua, który ucieka do Barcelony w celu uwolnienia się od jarzma feudalizmu. Ginie podczas protestów biedoty w Barcelonie.
- Franceska Estanyol – matka Arnaua. W wyniku dramatycznych wydarzeń staje się do końca życia prostytutką. Skazana na śmierć przez inkwizycję za czary i pokrewieństwo z Arnauem (którego z kolei posądzono o domniemane współżycie z Żydówką). Uratowana przez lud Barcelony, nie przyznaje się do bycia matką Arnaua.
- Joan Estanyol – przybrany brat Arnaua, będący jego najlepszym przyjacielem. Już jako dziecko zostaje przyjęty do przykościelnej szkółki, gdzie jest najlepszym uczniem. Dzięki dobrym wynikom w nauce uzyskuje sfinansowanie studiów zagranicznych (głównie we Włoszech i Francji), gdzie przyjmuje święcenia kapłańskie. Po powrocie zmienia się nie do poznania: staje się surowy i ponury, a przy tym przez zazdrość postępuje na złość Arnauowi. Pod koniec powieści staje się inkwizytorem. Widząc swe grzechy wobec brata, popełnia samobójstwo przez podpalenie.
- Sahat – Maur, muzułmanin do końca wierny swej rodzimej religii, mimo iż jako niewolnik Arnaua ochrzcił się i przybrał imię Guillem. Początkowo niewolnik Hasdaia, żydowskiego kupca, potem samego Arnaua, a w końcu wolny człowiek i obywatel Barcelony. Wierny przyjaciel Arnaua służący mu radą w sprawach finansowych i ekonomicznych.
- Hasdai – Żyd, kupiec i bankier mieszkający w żydowskim getcie w mieście Barcelona. Staje się jednym z dobrych przyjaciół Arnaua, od kiedy ten ratuje życie jego dzieci. Pomaga mu w utworzeniu jego własnego kantoru oraz przełamuje negatywne stereotypy dotyczące Żydów. Ginie na stosie oskarżony o zbezczeszczenie hostii.